# واترفاکس
واترفاکس (به انگلیسی: Waterfox) یک مرورگر وب متن باز است که بر پایهٔ فایرفاکس و برای ویندوز ۶۴ بیتی طراحی شده است. از آنجا که نسخه رسمی ۶۴ بیتی برای فایرفاکس وجود ندارد٬ واترفاکس می‌تواند به عنوان یک جایگزین استفاده شود. طبق گفتهٔ طراحان این نرم‌افزار٬ واترفاکس برای افزایش سرعت ایجاد شده است. 